# Seve Ballesteros
Severiano "Seve" Ballesteros Sota (phát âm tiếng Tây Ban Nha: [seβeˈɾjano βaʎesˈteɾos] (9 tháng 4 năm 1957 – 7 tháng 5 năm 2011) là một tay golf chuyên nghiệp Tây Ban Nha, tay golf số 1 thế giới, một trong những nhân vật hàng đầu của môn thể thao này từ giữa những năm 1970 đến giữa những năm 1990. Ông đã đạt được sự chú ý trong giới chơi golf vào năm 1976, khi ở tuổi 19 ông đã đoạt vị trí thứ nhì tại giải vô địch mở. Một thành viên của một gia đình có năng khiếu chơi golf, Ballesteros đã giành năm giải đấu lớn giữa những năm 1979 và 1988, trong đó có 3 lần của giải vô địch mở, và The Masters hai lần. Ông cũng là thành công ở cúp Ryder, giúp đội bóng châu Âu giành đến năm chiến thắng cả hai như là một cầu thủ và đội trưởng, và đã giành Giải Vô địch Thế giới năm lần, bằng kỷ lục của Gary Player.